# Osiedle Kawaleryjskie
Osiedle Kawaleryjskie – osiedle Białegostoku położone w południowej części miasta. W zabudowie osiedla dominują bloki mieszkalne (w części północnej) i domy jednorodzinne (w części południowej).

## Obiekty i tereny zielone
- Stadion Miejski na którym swe mecze rozgrywa klub piłkarski Jagiellonia Białystok
- Siedziba klubu sportowego Hetman Białystok
- Kościół pod wezwaniem NMP Matki Kościoła
- Uniwersytet Muzyczny Fryderyka Chopina
- Targowisko Miejskie
- Szkoła Podstawowa nr 14
- Sala Królestwa zboru Świadków Jehowy[2]

## Opis granic osiedla
Od skrzyżowania Składowej, St. Żeromskiego i Pogodnej ulicą Pogodną, Wiejską, Wiosenną do ul. K. Ciołkowskiego, ul. K. Ciołkowskiego przez Rondo 10. Pułku Ułanów Litewskich ul. Kawaleryjską, W. Sławińskiego, ul. St. Żeromskiego do Pogodnej.

## Nowe Miasto Miasto Ogród - historia i współczesność
Na znacznym obszarze obecnego osiedla Kawaleryjskie w II Rzeczypospolitej w 1924 roku w ramach kooperatywy mieszkaniowej powstała kolonia urzędnicza oparta na założeniu architektonicznym miasta ogrodu. Rozciągało się ono też na obecne osiedle Nowe Miasto do nowomiejskiego odcinka ulicy Zachodniej. Założone ono zostało jako kolonia urzędnicza przez urzędników i wojskowych przybyłych z Warszawy w związku z nowo powstałym w 1919 roku województwem białostockim. Pochodzenie mieszkańców Nowego Miasta Ogrodu odzwierciedlają nazwy ulic osiedla nawiązujące do nazw ulic śródmieścia Warszawy, a także ich zajęć. Główną aleję miasta ogrodu stanowi rozciągająca się równoleżnikowo ulica Kazimierza Pułaskiego (dawna Żurawia) z ośmiobocznym placem centralnym znajdującym się w rejonie skrzyżowania ulic Wspólnej, Strzeleckiej i Kazimierza Pułaskiego. W celu podkreślenia wyjątkowego charakteru tego miejsca w 2021 roku na Placu Centralnym Nowego Miasta Ogrodu została założona łąka kwietna. 

## Ulice i place znajdujące się w granicach osiedla
Braterska, Ciołkowskiego Konstantego-nieparzyste brak budynków, Dzielna, gen. Józefa Sowińskiego, Gołębia, Grażyny, Harcerska, Horodniańska, Kawaleryjska-parzyste 4-64, nieparzyste, Kominek, Kredytowa, Kręta, Krucza-nieparzyste 1-5A, parzyste 2-4A, ks. abp Edwarda Kisiela, Mrówcza, Nowa, Pajęcza, Pancerna, Plater Emilii, Pogodna-nieparzyste, Południowa, Pracownicza, Pszczela, Pułaskiego Kazimierza -nieparzyste 9-45A i 45/1, parzyste 2-32, Rondo 10 Pułku Ułanów Litewskich, Równa, Sławińskiego Witolda-nieparzyste, Słoneczna, Strzelecka, Ułańska, Wiejska-parzyste 60-78, Wiosenna – parzyste, Wspólna, Zachodnia-nieparzyste od początku do 15A oprócz budynku 9/1 i parzyste 2-2D, Zapiecek, Zielna, Żeromskiego Stefana – nieparzyste.

## Galeria

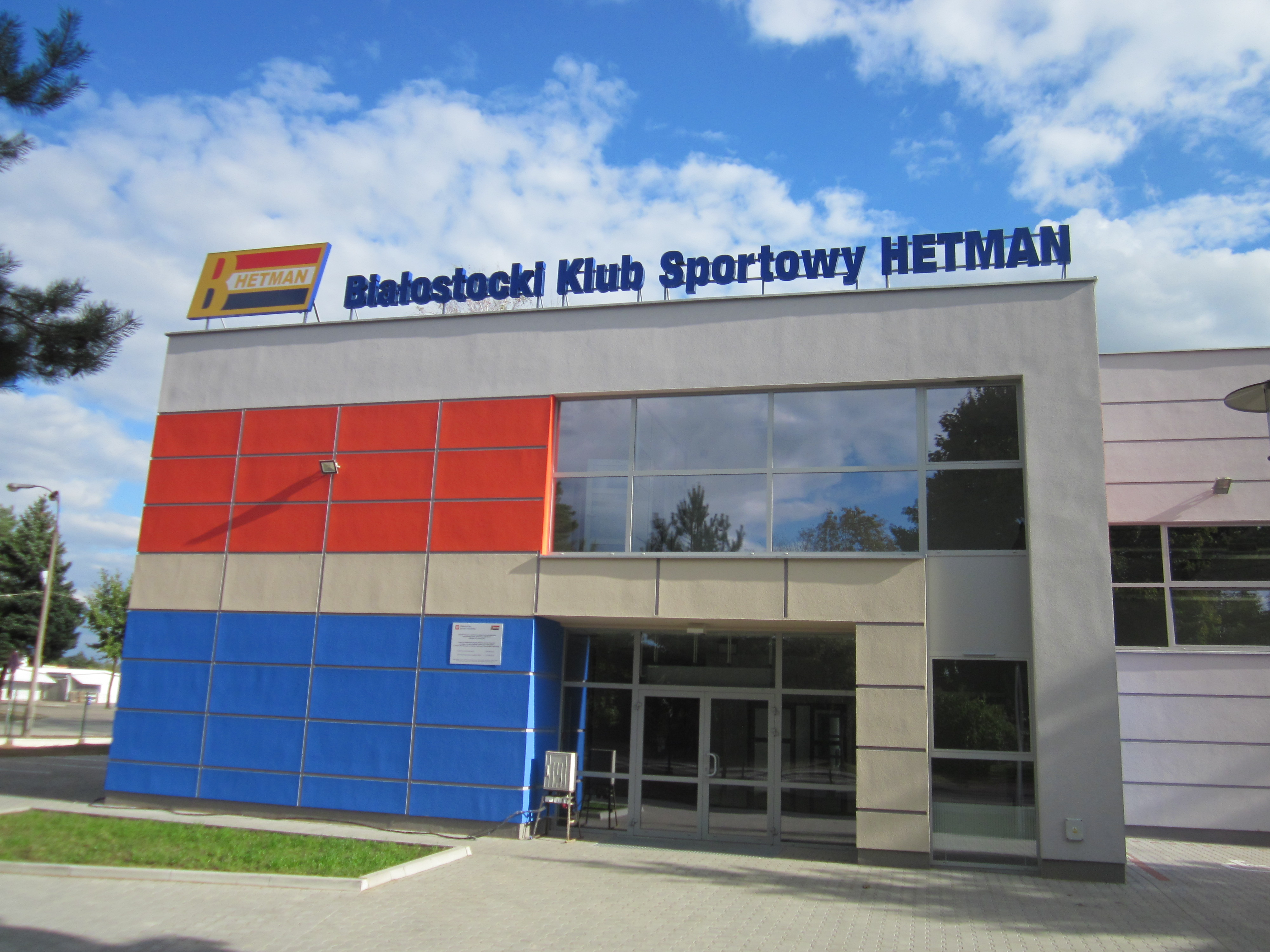
Siedziba klubu Hetman Białystok
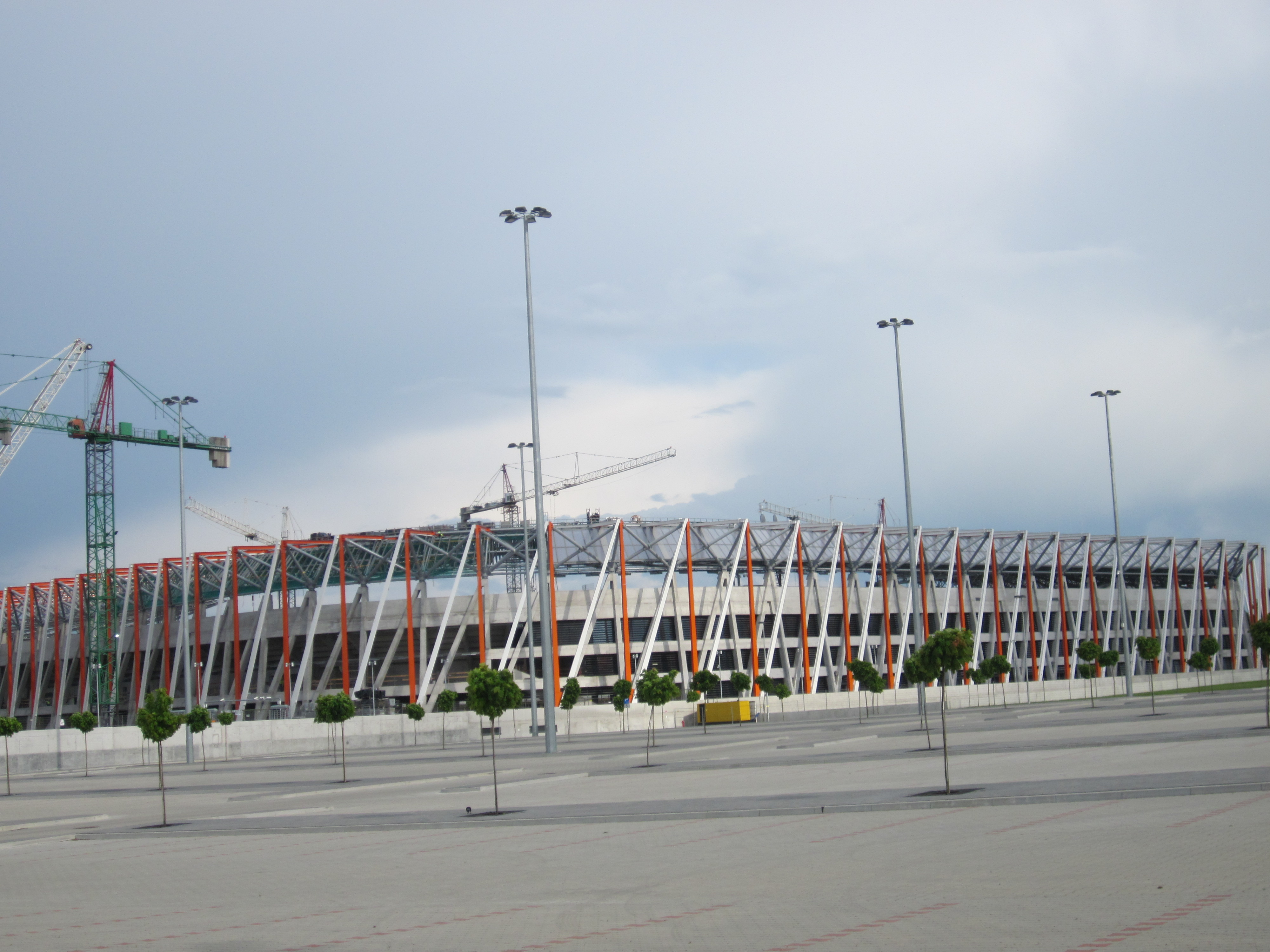
Stadion Miejski podczas budowy
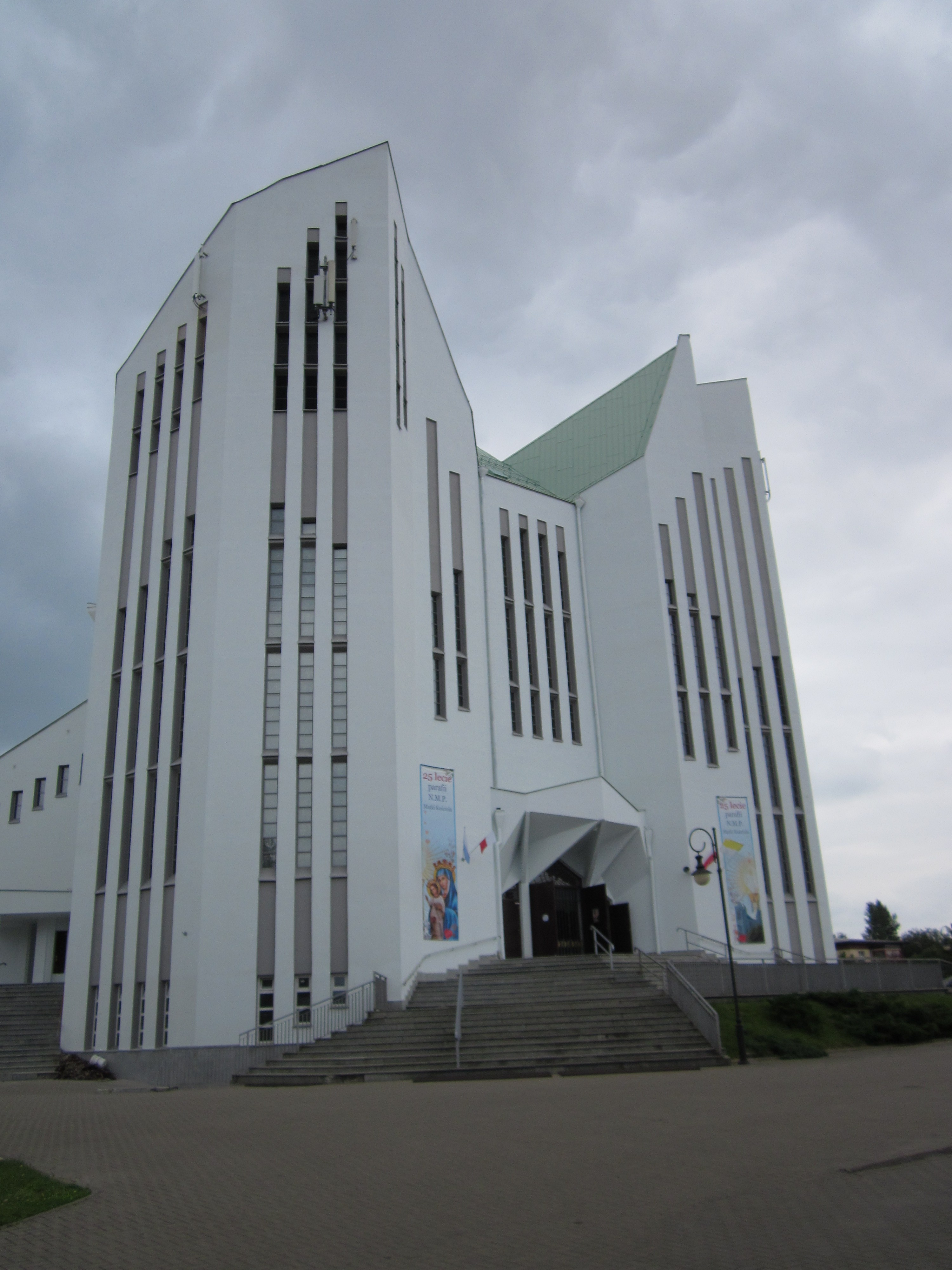
Kościół NMP Matki Kościoła
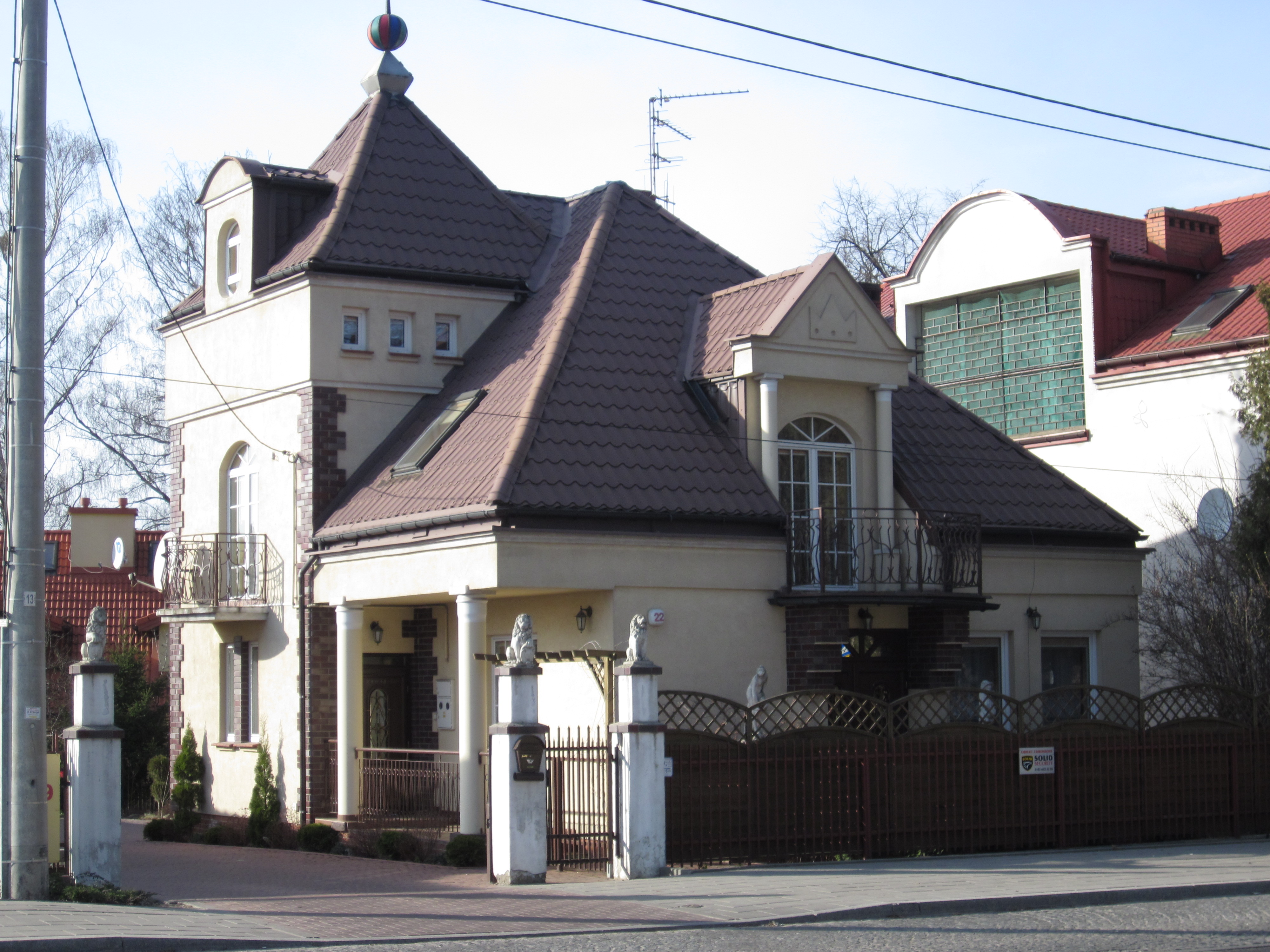
Willa przy ul. Kawaleryjskiej
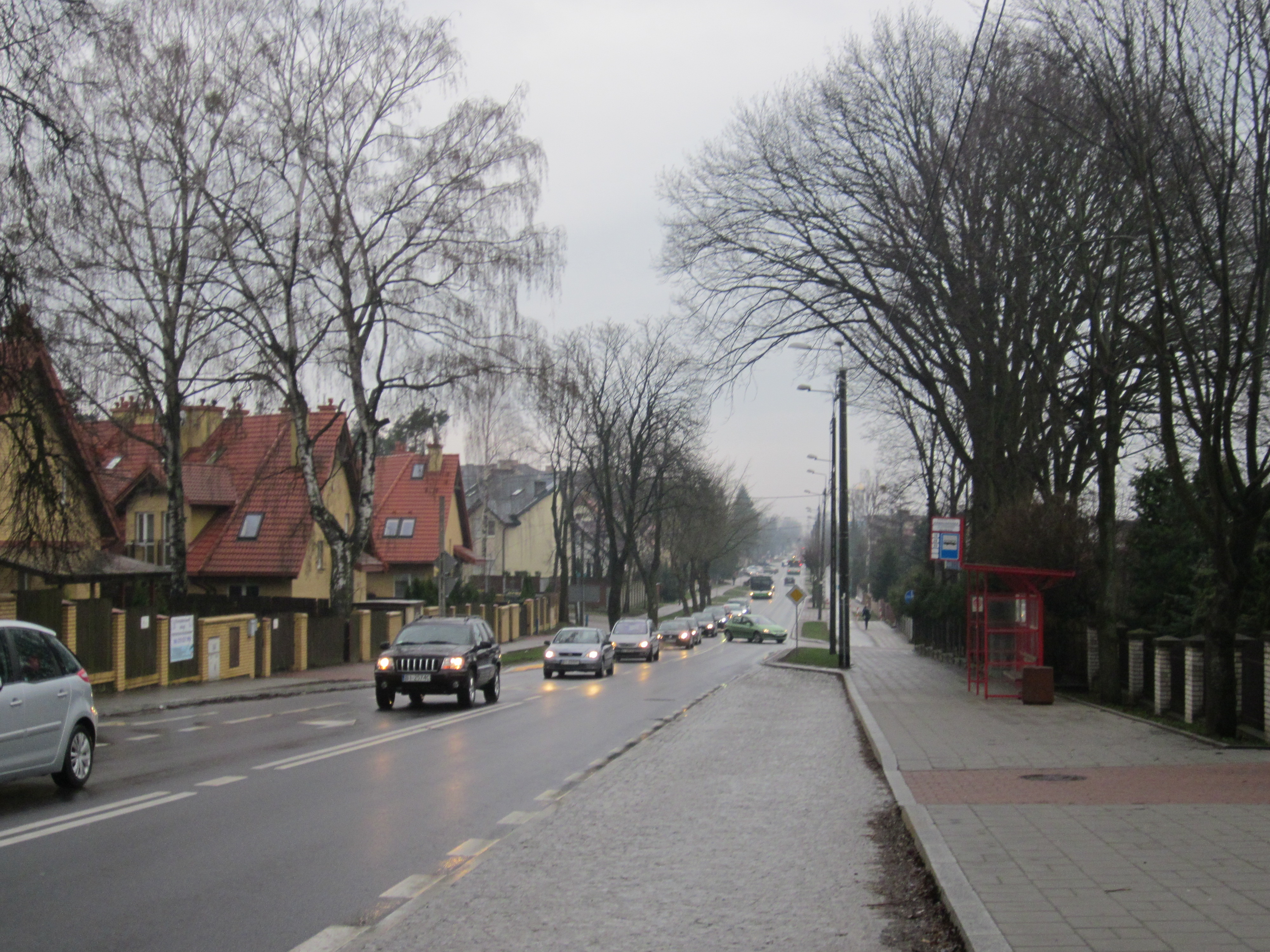
Ulica Kazimierza Pułaskiego przebiegająca ze wschodu na zachód – główna aleja dawnego Miasta Ogrodu
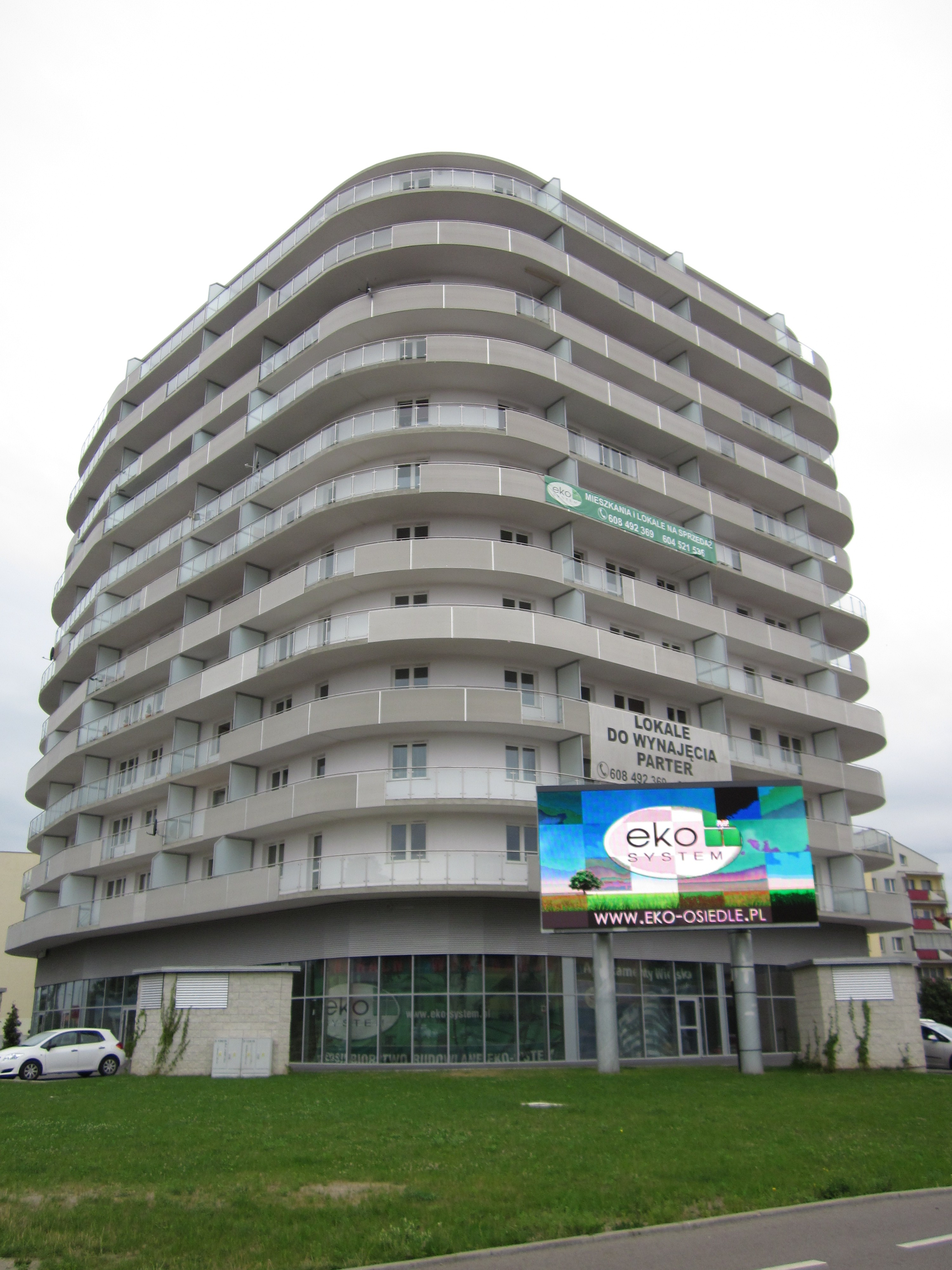
Wieżowiec mieszkalny przy ul. Krętej
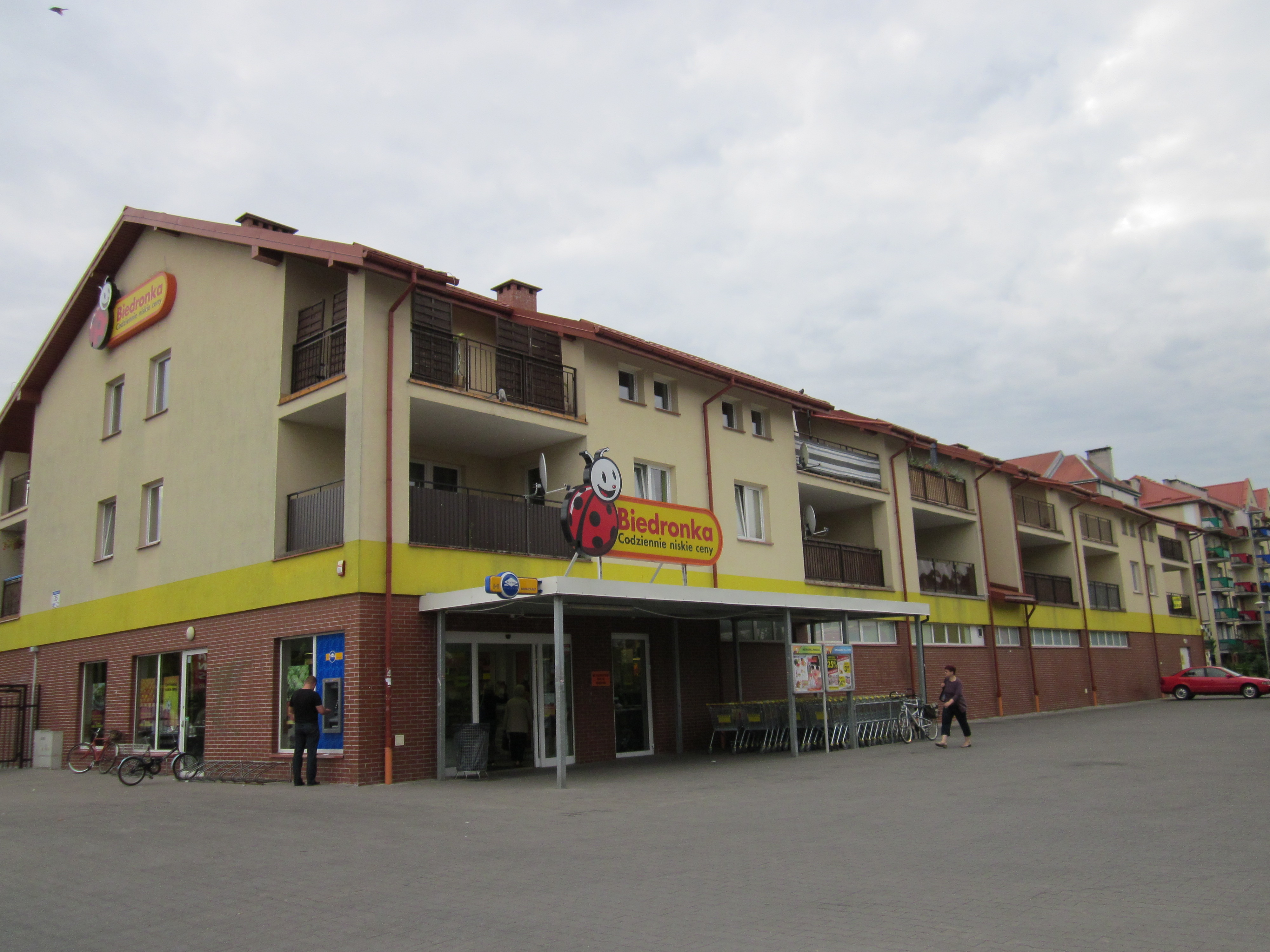
Bloki w północnej części osiedla